# Sienne
De Sienne is een Franse rivier in Normandië, die door de departementen Calvados en Manche stroomt en in Het Kanaal uitmondt. Ze is 92,6 km lang.
Ze ontspringt in het bos Forêt de Saint-Sever, in de gemeente Saint-Sever-Calvados (tegenwoordig Noues de Sienne). Kort daarna is er een afdamming en vormt ze het stuwmeer Lac du Gast bij Le Gast. Het Lac du Gast is een drinkwaterreservoir van 66 ha dat de omliggende plaatsen van drinkwater voorziet. De rivier stroomt verder naar het noord-westen en mondt uit in Het Kanaal nabij Regnéville-sur-Mer, in een acht kilometer lang trechtervormig estuarium.

## Enkele plaatsen aan de rivier
- Le Gast
- Gavray
- Cérences
- Quettreville-sur-Sienne
- Heugueville-sur-Sienne